# Бинкис, Казис
Ка́зис Би́нкис (лит. Kazys Binkis; 4 (16) ноября 1893, дер. Гудяляй, Папильской волости — 27 апреля 1942, Каунас) — литовский поэт, драматург, переводчик, лидер авангардистской группировки «Четыре ветра».

## Биография
Родился в крестьянской семье. Учился в начальной школе в Папилисе (закончил в 1908 году), в четырёхклассной школе в Биржай (1908—1910), в сельскохозяйственном училище в Беларуси (оставил за нехваткой средств).
С 1912 года жил в Вильне, готовясь к экзаменам на аттестат зрелости. Был личным секретарём поэта Людаса Гиры. В 1914 году вернулся на родину. Закончив в 1915 году в Вильне учительские курсы, служил учителем в Папилисе. В 1918—1919 годах участвовал в деятельности левых эсеров в Биржайском уезде. После того, как польские части заняли Вильну и Виленский край, вступил добровольцем в полк Железного Волка.
В 1920—1923 годах в Берлинском университете слушал лекции по литературе и философии. Познакомился с авангардистскими течениями и по возвращении в Литву объединил молодых писателей и художников в группировку футуристической ориентации «Четыре ветра» (Юозас Жлабис-Жянге, Салис Шемерис, Пятрас Тарулис).
В годы войны в 1941—1944 годах семья Бинкиса спасла множество евреев, за что 26 декабря 1988 года израильский Институт Катастрофы и героизма Яд ва-Шем посмертно удостоил Казиса звания праведника мира. Умер от туберкулёза в 1942 году.

## Литературная деятельность
С 1909 года начал печатать прозаические сценки в газете «Вильтис» („Viltis“; «Надежда»), стихотворения начал публиковать в 1913 году. Мотивы первой книги «Стихотворения» („Eilėraščiai“, 1920) — природа Литвы, деревенская жизнь и юношеская любовь.
Книга «100 вёсен» („100 pavasarių“, 1923; второе издание 1926) ознаменовала поворот в авангардизму.
Автор пьесы «Поросль» („Atžalynas“, 1938) из жизни учащейся молодёжи и антивоенной драмы «Генеральная репетиция» („Generalinė repeticija“, 1940, изд. 1958).
Автор стихов для детей и стихотворных сатирических и юмористических фельетонов. Составитель антологий литовской народной песни, литовской поэзии „Vainikai. Naujesniosios poezijos antologija“ (Kaunas, 1921) и „Antrieji vainikai“ (1936). Писал также биографические очерки о президенте Антанасе Сметоне (1934), о епископе Мотеюсе Валанчюсе (1935), также историко-просветительскую книжку о Витовте Великом (1930). Сотрудничал в журнале сатиры и юмора «Спактива» („Spaktyva“; 1924—1934) под редакцией Пранаса Будвитиса.
Пользовался псевдонимами K. Alijošius, K. Papilietis, Kazys, Kazys Roviejietis, Nedarbininkas, Neklaipėdietis, Nelatvis, Nepartyvis, Ras Desta, Riza Chanas и многими другими.

## Переводческая деятельность
Переводил стихи А. С. Пушкина, басни И. А. Крылова.
В его пересказах на литовский язык печатались также роман «Дэвид Копперфильд» Чарльза Диккенса, «Кавказский пленник» Л. Н. Толстого, сказки Р. Киплинга и Д. Н. Мамина-Сибиряка, стихи для детей С. Маршака и К. Чуковского.

## Издания
- Rinktinė. Vilnius, 1955
- Poezija. Vilnius, 1963
- Generalinė repeticija. Vilnius, 1965.
- Raštai: septyni tomai («Сочинения: 7 томов»; sudarė, įvadą ir paaiškinimus parašė Adolfas Juršėnas). Vilnius: Pradai, 1999 — издание продолжается.
- Poezija / parengė Agnė Iešmantaitė. Vilnius: Žaltvykslė, [2005] (Vilnius : Sapnų sala). 86, [1] p. (Mokinio skaitiniai). Tir. 1000 egz. ISBN 9986-06-067-2.

## Переводы
Стихи Казиса Бинкиса переведены на армянский, латышский, немецкий, польский, русский языки. На русский язык его стихотворения переводили Евгений Шкляр, Андрей Клёнов, Юрий Кобрин.